# Kościół (Wąwóz Kraków)

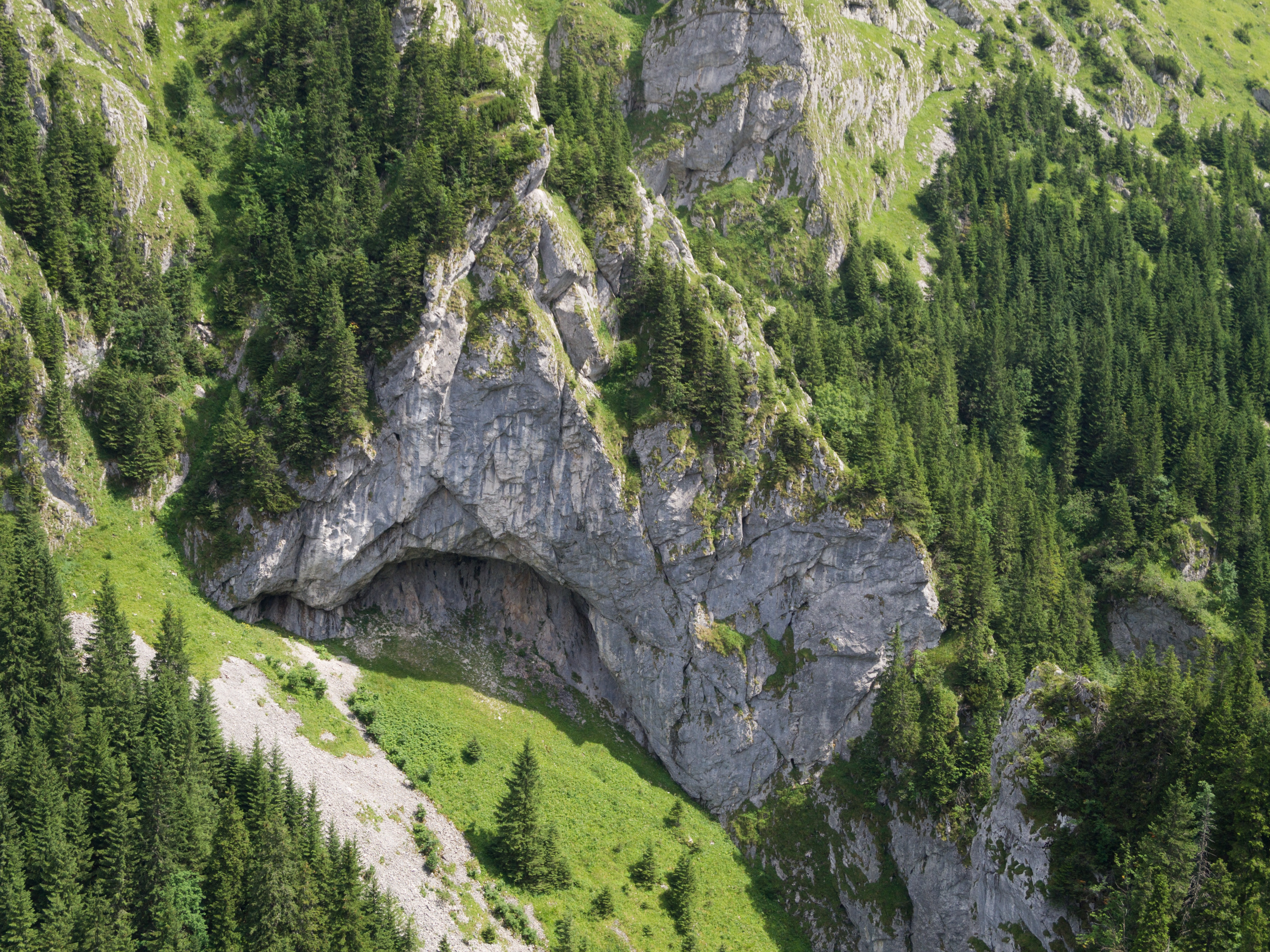
Kościół i Okap nad Świętymi

Kościół – formacja skalna w orograficznie prawych zboczach  Wąwozu Kraków w polskich Tatrach Zachodnich. Stanowi dolną część opadającej do Rynku w Wąwozie Kraków  Ptakowej Turni, znajdującej się zakończeniu południowo-zachodniej grzędy Upłazkowej Turni. Jest to pionowa ściana o wysokości około 50 m, w dolnej części mająca przewieszenie o głębokości około 8 m. W przewieszeniu tym znajduje się nyża o długości około 60 m, wysokości około 12 m, od góry mająca okap o głębokości około 8 m (tyle co przewieszenie ściany). W nyży jest kilka bloków skalnych. Największy z nich ma wysokość około 4 m. Są to tzw. Święci. Nazwa pochodzi od tego, że formacja oglądana  z dalsza przypomina kościół z posągami świętych. Okap nad nimi nazywa się Okapem nad Świętymi, całą zaś formację Władysław Cywiński w 3. tomie przewodnika Tatry nazywa „skalnym tworem”.
Po raz pierwszy nyżę oraz Okap nad Świętymi pokonali Marcin Kotelnicki, Andrzej Krzeptowski i  Maciej Latasz 4 września 1993, określając skalę trudności jako VI. Ściana powyżej okapu jak dotąd nie została jeszcze pokonana.